# Biologische oorlogvoering
Biologische oorlogvoering is een manier van oorlog voeren met gebruik van levensvormen (planten, schimmels, insecten, virussen, bacteriën) of giftige organische stoffen die door levensvormen worden geproduceerd.
De materialen om deze organismen te produceren zijn relatief goedkoop en gemakkelijk verkrijgbaar. Ze zijn vaak zelf te produceren. De kennis die men ervoor nodig heeft is wereldwijd beschikbaar en dat betekent dat biologische wapenproductie aanzienlijk eenvoudiger is dan het produceren van bijvoorbeeld nucleaire of chemische wapens. Voor nucleaire en chemische wapens zijn zeer geavanceerde techniek en zeer specifieke stoffen nodig, maar voor een biologisch wapen volstaat elementaire laboratoriumuitrusting. Botuline bijvoorbeeld is een gifstof die geproduceerd wordt door de bacterie Clostridium botulinum. Het is giftiger dan chemische wapens zoals sarin of tabun. Het komt wereldwijd in de bodem voor en is niet moeilijk te kweken.
Voor terreurorganisaties is biologische oorlogvoering in theorie een aantrekkelijk alternatief. Een aanslag met een biowapen kan veel angst en slachtoffers veroorzaken. Daarnaast is het een effectief middel om met een klein reservoir aan mensen en middelen een grootmacht gevoelig te treffen.
Voor een effectieve aanval moeten de producten echter zo worden verspreid, meestal als een aerosol, dat ze door veel mensen worden ingeademd. Dit is technisch nog niet zo simpel en daarnaast ook voor de pleger van de aanslag zelf mogelijk levensgevaarlijk.
Een kostenanalyse per aangetaste vierkante kilometer heeft uitgewezen dat de kostenverhouding conventioneel:nucleair:chemisch:biologisch uit te drukken is als 2000:800:600:1. Met iedere dollar besteed aan biologische wapens kan men dus evenveel schade berokkenen als 2000 dollar aan conventionele wapens. Biologische wapens zijn dus een aantrekkelijk alternatief voor armere landen en terroristen.

## Bescherming
Tegen een matige besmetting met biologische wapens geeft een goede lichaamsconditie en persoonlijke hygiëne enige bescherming. Een hoge dosering is gewoonlijk dodelijk. Daar is geen effectieve bescherming tegen. Het is wel mogelijk tegen een aantal ziekteverwekkers te vaccineren. Medisch onderzoek naar de bestrijdingsmogelijkheden van diverse ziekteverwekkers die gebruikt kunnen worden vindt plaats.
Militairen beschermen zich door het dragen van zogenoemde CBRN-pakken (CBRN staat voor chemisch, biologisch, radiologisch en nucleair). Het beschermt tegen inademen van vervuilde lucht en tegen sproei- en aerosolaanvallen.

## Soorten
Een flink aantal micro-organismen, virussen en toxinen komt potentieel in aanmerking. In het Journal of the American Medical Association werden in 1997 veertien virussen, twaalf bacteriën en twaalf gifstoffen genoemd. Het Amerikaanse Centers for Disease Control and Prevention wees zes ziekteverwekkers aan als het gevaarlijkst:
- miltvuur (Antrax),
- botuline (het gif van de bacterie Clostridium botulinum),
- de pest-bacterie Yersinia pestis,
- het pokkenvirus,
- de tularemie-bacterie
- het ebola-virus.

Het KKKA-virus (Krim-Congo-hemorragische koorts) dat in 2002 onder teken opdook in Turkije, blijkt volgens de Cumhuriyet Halk Partisi te zijn opgenomen op de lijst van biologische wapens van de CIA en de FBI.
Het Pentagon heeft medio 2019 opdracht gekregen van het Huis van Afgevaardigden om te onderzoeken of het Amerikaanse ministerie van Defensie tussen 1950 en 1975 heeft geëxperimenteerd met teken als biologisch wapen.

## Geschiedenis
Biologische oorlogvoering is al zeer oud. Zuid-Amerikaanse Indianen bestreken hun wapens met curare of met gif van de pijlgifkikker. De Mongoolse veroveraars onder Dzjengis Khan dwongen weerbarstige steden weleens op de knieën door kadavers van pestslachtoffers met katapulten over de stadsmuren te schieten. Ook in Europa gooiden belegeraars in de middeleeuwen lijken van pestslachtoffers over de muren van een stad of in het drinkwater om zo de ziekte in de belegerde stad te laten uitbreken.
Engelse boogschutters hadden de gewoonte om hun pijlen niet direct uit de koker te halen, maar ze eerst voor zich in de grond te steken. Niet alleen konden ze zo sneller achter elkaar schieten, maar raakten de pijlen ook besmet met bacteriën in de grond zodat de kans op een infectie (bijvoorbeeld tetanus) bij personen die geraakt werden groter werd.
In 1767 verspreidden de Britten met pokken besmette dekens onder de Indianen. Tijdens de Tweede Wereldoorlog gebruikten de Japanse Eenheid 731 in China de pest tegen de Chinese bevolking, met 200. 000 doden (volgens sommige lezingen 440. 000) als gevolg. Dit was overigens ook een voorbeeld van entomologische oorlogvoering, omdat insecten werden ingezet (in dit geval besmette vlooien).
De Duitsers maakte in 1943 eveneens gebruik van biologische oorlogvoering door de drooggemalen Pontijnse moerassen weer onder water te zetten, zodat malaria kon terugkeren en eventueel door het gebied oprukkende geallieerde troepen de ziekte zouden oplopen. Bovendien werd de voorraad kinine door de Duitsers naar het noorden verplaatst. Men schat dat hierdoor ongeveer 100. 000 personen malaria opliepen.
Verscheidene landen, zoals de Sovjet-Unie, de Verenigde Staten, China en Groot-Brittannië, hebben in het verleden onderzoek gedaan naar biologische wapens en oorlogvoering. De Sovjet-Unie had een grootschalig programma onder de codenaam Ferment, dat genetische technologie gebruikte om pathogenen te creëren die niet in de natuur voorkomen. Tot dusver is alleen Japan, tijdens de Tweede Wereldoorlog, daadwerkelijk tot betrekkelijk grootschalige biologische oorlogvoering overgegaan. De Japanse generaal Hideki Tojo werd mede daarom in 1948 wegens oorlogsmisdaden ter dood veroordeeld.
In oktober 2022 werd bekend dat in de Arabisch-Israëlische Oorlog van 1948 door de Joodse/Israëlische troepen, in het kader van de militaire operatie 'Cast Thy Bread', biologische oorlogsmiddelen zijn gebruikt, waarmee de bronnen in Arabische dorpen vergiftigd werden.
In de 20e eeuw zijn veel testen gedaan, waarbij ook weleens dingen fout zijn gegaan. Zo ontsnapte in 1979 in Rusland een wolk met miltvuurbacteriën. Er werden 79 resulterende gevallen van miltvuur geconstateerd. 68 patiënten kwamen om het leven. In Schotland waren tot 1990 enkele eilandjes (waaronder Gruinard-eiland, in 1986 ontsmet met behulp van 280 ton formaldehyde) verboden terrein na Britse proeven met miltvuur in 1942. De sporen van de miltvuurbacterie zijn namelijk ongewoon resistent en kunnen na decennia nog actief worden.
Twee internationale verdragen, het Protocol van Genève (1925) en het Verdrag biologische wapens (1972), verbieden het gebruik van biologische oorlogsvoering.